# タランチェラ
タランチェラ（1961年1月23日 - ）は、 静岡県浜松市出身の日本の元女子プロレスラー。本名は伊藤 浩江（いとう ひろえ）。本名及びワイルド香月（ワイルドかづき）として素顔で活動した後、覆面レスラー「タランチェラ」に変身した。「タランチュラ」ではなく「タランチェラ」である。

## 来歴
- 1980年、全日本女子プロレスの「昭和55年組」としてデビュー。同期に長与千種・ライオネス飛鳥のクラッシュギャルズ、松本香（のちのダンプ松本）ら。
- デビュー早々、池下ユミ率いるヒール集団「ブラックデビル」に加入。
- デビル雅美が「デビル軍団」を結成するとそれに加わる。同時にリングネームを「ワイルド香月」に改める。
- 後に毒蜘蛛をイメージしたマスクウーマン「タランチェラ」に変身。デビルとタッグチームを組み第75代WWWA世界タッグ王座を獲得。
- 1984年1月4日後楽園ホール大会、マスクド・ユウ戦の前に自らマスクを脱ぎ引退を表明。その後ワイルド香月に戻し、引退ロード。
- 1984年4月1日、おなじく引退するミミ萩原との引退試合として再びマスクを被り5分間のエキシビション。試合後にマスクを脱いでの引退セレモニーとなった。現役生活は4年間で終えている。
- 引退後、『スポーツNOWスペシャル』（テレビ朝日）で、日本から海外遠征している男子レスラーの特集にリポーターとして出演（現役時代と同じく「タランチェラ」名義でマスクを着用）。その際、知人の女子レスラーに「試合したいなぁ」と口走ったところ試合をすることになった。

## 得意技
- ローリング・ドロップキック
- ヘッドバット
- コークスクリューヘッドシザース
- ミサイルキック
- 池下流フェイス・バスター

## タイトル歴
- 第75代WWWA世界タッグ王座（パートナーはデビル雅美）